# DDX10
La ARN helicasa DDX10 probablemente dependiente de ATP es una enzima que en humanos está codificada por el gen DDX10 .
Las proteínas de la caja DEAD, caracterizadas por el motivo conservado Asp-Glu-Ala-Asp (DEAD), son supuestas ARN helicasas. Están implicados en una serie de procesos celulares que conllevan la alteración de la estructura secundaria del ARN, como el inicio de la traducción, el empalme nuclear y mitocondrial, y el ensamblaje de ribosomas y espliceosomas . Dados sus patrones de distribución, se cree que algunos miembros de esta familia están involucrados en la embriogénesis, la espermatogénesis y el crecimiento y la división celular. Este gen codifica una proteína con caja DEAD, y puede estar involucrado en el ensamblaje del ribosoma. La translocación del cromosoma 11 (p15q22) provoca la fusión de este gen y el gen de la nucleoporina, NUP98. Esta mutación se encuentra en pacientes con neoplasias malignas mieloides de novo o relacionadas con la terapia.